# Радха-Кришна
Ра́дха-Кри́шна (санскр. राधा कृष्ण, IAST: rādhā-kṛṣṇa) — божественная чета в индуизме, в которой Бог предстаёт в мужской и женской ипостасях Кришны и его возлюбленной Радхи. Культ Радхи-Кришны характерен для таких традиций кришнаизма, как Нимбарка-сампрадая, пуштимарга и гаудия-вайшнавизм. В гаудия-вайшнавском богословии Кришна выступает как изначальная ипостась Бога, а Радха — как его вечная возлюбленная девушка-пасту́шка гопи, как изначальная женская ипостась Бога, источник всех гопи, участвующих в танце раса и других играх. По отношению к Кришне, Радха рассматривается как верховная богиня, контролирующая Кришну силой своей любви. Описывается, что Кришна настолько прекрасен, что покоряет своей красотой весь мир, но Радха очаровывает даже его и поэтому занимает более возвышенное положение. Тема божественной любви между Кришной и Радхой стала популярным мотивом в искусстве и литературе Индии начиная с XII века — со времён орисского поэта и святого Джаядевы, написавшего санскритскую поэму «Гитаговинда».

## Философия
Впервые философское обоснование культа Радхи-Кришны выполнил в XII или XIII веке Нимбарка, основатель соимённой ему сампрадаи.
Согласно гаудия-вайшнавскому богословию, божественная женская энергия (шакти) происходит из божественного источника, Бога или шактимана. «Сита родственна Раме; Лакшми принадлежит Нараяне; а у Радхи есть её Кришна». Так как Кришна рассматривается как источник всех проявлений Бога, «Радха, его супруга, является изначальным источником всех шакти» или женских эманаций божественной энергии.
Средневековый гаудия-вайшнавский богослов Джива Госвами в своём труде «Прити-сандарбха» утверждает что каждая из гопи проявляет различный уровень экстатической любви. Наивысший уровень любви к Кришне демонстрирует Радха.
Общее происхождение слов шакти и шактиман, в данном случае обозначающих женскую и мужскую ипостась Бога, указывает на то, что они неотличны друг от друга и есть одно целое. Практически все формы Бога в индуизме, также как и все девы, имеют женского партнёра, свою «лучшую половину» или Шакти. Без этой Шакти, они часто рассматриваются как не имеющие силы. В индуизме является обычной практикой поклонение Богу одновременно в его женской и мужской ипостасях, что и имеет место в случае с Радха-Кришной. Традиции, в которых Кришне поклоняются как сваям-бхагавану в его мужской форме, также включают в себя поклонение его женской половине Радхе, которую также почитают как верховное божество. Считается общепринятым представление, в котором единение Радхи и Кришны может означать единение шакти с шактиманом, причём подобная точка зрения существует также и за пределами ортодоксального вайшнавизма и кришнаизма.
В концепции шакти-шактимана, известной как шакти-паринама-вада, или учение о видоизменениях божественной энергии, можно обнаружить онтологическую структуру, описывающая «в-себе-и-для-себя» Бога.
Кришна — Шактиман, «обладающий шакти» (силой или энергией). Шакти есть одновременно и способность Кришны, оставаясь неизменным, преобразовывать себя в разнообразные формы наличного бытия, и сама эта наличность. В отличие от аватар, которые при всём их многообразии есть не что иное, как сам Кришна, как бы надевающий на себя разные личины, шакти являются сущностями иного порядка, имеющими своё основание в Кришне, неразрывно связанными с ним, но отличными от него и относительно самостоятельными. В качестве аналогии приводится соотношения солнца и его лучей, которые исходят из солнца, зависят от него, но вместе с тем есть нечто отличное от светила. Несмотря на то, что солнце излучает огромную энергию, оно всегда остается равным самому себе. Точно так же и Кришна всегда полон и не терпит никакого ущерба, несмотря на то, что преобразует себя с помощью своей шакти во множество форм. В одном из известных изречений Упанишад доктрина шакти-паринама-вады находит своё подтверждение: «когда из целого вычитается целое, первоначальное целое остается целым».
Существует три вида шакти:
1. Антаранга-шакти (внутренняя энергия)
2. Бахиранга-шакти (внешняя энергия)
3. Таташтха-шакти (пограничная энергия)

Антаранга-шакти наделяет Бога всемогуществом и пронизывает духовный мир («в-себе-и-для-себя»), который самодостаточен и существует вне времени. Как и Бхагаван, антаранга-шакти описывается предикатами сат-чит-ананда (вечносущая, сознающая, исполненная блаженства). В соответствии с этими предикатами в ней выделяются три уровня:
1. Сандхини-шакти — субстрат духовной реальности, с её помощью Бхагаван поддерживает собственное бытие и бытие других живых существ, берущих в Нём начало.
2. Самвит-шакти — способность обладать абсолютным знанием и сила этого знания, благодаря ей Кришна знает себя самого, духовный и материальный мир а также живые существа, она же даёт возможность живым существам постичь Бога.
3. Хладини-шакти — способность Кришны испытывать высшее духовное блаженство самому и наделять блаженством других.

Сущность хладини-шакти — высшая стадия любви Богу (према), которая выражается в преданном служении (бхакти). Радха считается олицетворением хладини-шакти, вечной супругой Кришны. Кришна — пурна-шактиман («обладающий всеми шакти») а Радха — пурна-шакти («полная шакти»), то есть высшая, объемлющая все остальные, подобно тому как Кришна есть источник всех аватар, Радха есть источник всех шакти.
Радха-Кришна «нераздельны и неслиянны», их бытие относится к философской категории ачинтья-бхеда-абхеда. Однако Кришна представляет собой мужское начало, а Радха — женское, поэтому Кришна всегда играет доминирующую роль, а Радха — подчинённую. Их взаимоотношения описываются в традиционной вайшнавской литературе эзотерическим эротическим языком.
Ряд интерпретаций различных традиций в понимании поклонения имеют общую базу персонализма. Последователи гаудия-вайшнавской традиции Чайтаньи, в своей доктрине и миссии придерживаются строго персоналистических взглядов на природу Бога. В гаудия-вайшнавизме Кришна объявляется верховной и изначальной ипостасью Бога, Чайтанья почитается как объединённая аватара Радхи и Кришны, признаётся реальность и вечность индивидуальных душ, преподносятся конкретные методы приближения к Абсолютной Истине, наивысшим аспектом которой считается Бог в своей личностной форме.
Понимание Радхи-Кришны в гаудия-вайшнавизме тесно связано с концепцией расы. Богословское использование термина впервые встречается в одном из афоризмов «Веданта-сутр», составленных по крайней мере за два тысячелетия до появления школ Нимбарки и Чайтаньи: «Воистину, Господь есть раса» (расо ваи сах). В этой фразе выражена точка зрения на природу Бога как на верховного наслаждающегося расой — вечным духовным вкусом.
В своих беседах с Чайтаньей, Рамананда Рай, перед тем как начать описание роли Радхи в лилах Вриндавана, говорит о её качествах, среди других текстов цитируя стих из «Чайтанья-чаритамриты» 2.8.100.
Согласно шри-вайшнавскому богословию, Кришна-Радха, представляют собой возлюбленную чету — Вишну и его супругу богиню Лакшми. В пуранах сказано, что Вишну снизошёл на Землю в человеческой форме Кришны, чтобы показать всем людям, какой лёгкой и радостной может быть любовь, какие формы игр, чувств и отношений возможны на Вайкунтхе. Бог выразил Свои любовные чувства по отношению к Своей супруге Лакшми в форме Радхи, станцевав танец раса-лилы. Вишну специально принял форму юноши Кришны, а Лакшми форму Радхи, с целью показать, что любовь не подчиняется устоям и правилам, ведь в те времена выражение чувств между юношами и девушками было невозможным с общественной точки зрения. Это противоречило социальным устоям, где любые отношения между мужчиной и женщиной могли существовать лишь в браке.

## Традиции
Радхе-Кришне поклоняются в следующих традициях индуизма:

### Бхагаватизм
В Ведах и Пуранах, Радха и другие формы глагола радх имеют такие значения, как «совершенство», «успех» и даже «богатство». «Господа успеха» Индру называют Радхаспати. Термин радхаспати также используется в значении «Господь удачи» по отношению к Махавишну и употребляется Джаядевой. Слово радха упоминается в «Атхарва-веде» и «Тайттирия-брахмане».
Шарлот Водевиль, в своей работе «Evolution of Love Symbolism in Bhagavatism» («Эволюция любовного символизма в бхагаватизме») проводит параллели между Радхой и героиней поэмы Андал «Тируппавай» по имени Наппиннай, которую также упоминает Наммальвар, называя её невесткой Нандагопы. Несмотря на то, что взаимоотношения Радхи и Наппиннай с Кришной имели разную природу, Наппинай считается источником Радхи в пракритской и санскритской литературе. В традиционном ритуальном танце кураваи, Кришна танцует со своей супругой Наппиннай.
Относительно взаимоотношений преданных с Кришной и динамики взаимоотношений самой возвышенной преданной Кришны (Радхи) и объекта её любви, Шарлот Водевиль говорит следующее:
Это очень сложные взаимоотношения, преданный «одновременно един и отличен от Господа», даже в радости единения присутствует боль разлуки. На самом деле, согласно Ямуначарье, самой возвышенной формой преданности является не встреча, но то, что непосредственно сопровождает её, — страх новой разлуки.
Радха-Кришна упоминается в «Яшастилаке» (959 год), за два столетия до периода Джаядевы. Кроме того, упоминания о Радхе-Кришне встречаются в романе Баны «Кадамбари» (VII в. н. э.). Радха также описывается в «Брахмавайварта-пуране» и «Падма-пуране».

### Нимбарка-сампрадая
В Нимбарка-сампрадае, также как и в Рудра-сампрадае, юному Кришне поклоняются вместе с его супругой Радхой. Эти традиции кришнаизма считаются самыми древними традициями, основанными на поклонении Радхе-Кришне. Согласно Нимбарке, Радха является вечной супругой Вишну-Кришны. Нимбарка также упоминает о том, что Радха вышла замуж за своего возлюбленного Кришну. Таким образом, он «спасает» Радху от существовавшего вокруг её фигуры «ореола безнравственности» или аморальности и наделяет её особыми достоинствами.
Нимбарка-сампрадая, основанная Нимбаркой, является одной из четырёх авторитетных сампрадай вайшнавизма. Учёные относят появление традиции к IX — XIII векам, однако последователи традиции считают, что сампрадая была основана Нимбаркой 4500 лет назад в ведийский период. По причине разрушения мусульманами Матхуры и Вриндавана в XIII — XIV веках, никаких источников, проливающих свет на историю традиции, не сохранилось.
Такие учёные как Сатьянанд Джозеф, Проф. Расик Бихари Джоши, Проф. М. М. Агравал и некоторые другие, полагают, что Нимбарка был либо современником Шанкары, либо жил в несколько более ранний период. Нимбарка был первым ачарьей, установившим, наряду с поклонением Кришне, поклонение Радхе, — метод поклонения, называемый сакхи-бхава-упасана. В «Веданта-камадхену-дашашлоке», комментарии Нимбарки на «Веданта-сутры», говорится:
Шримати Радха — это левая часть тела Всевышнего Господа, она блаженно восседает, как и Сам прекрасный Господь, которому служат тысячи гопи: мы медитируем на эту Верховную Богиню, исполняющую все желания.
Эту тему продолжил Джаядева и другие средневековые поэты, привлечённые присущей этой философии блаженной духовной красотой. Джаядева, бенгальский поэт и вайшнавский святой XII века, создал изысканную лирическую поэму о страстной преданности, поэму, которая положила начало огромному движению бхакти в Бенгалии. По мнению учёных, однако, источник главной героини поэмы Джаядевы «Гита-говинда» остаётся неразрешённой загадкой санскритской литературы. В то же время существуют ссылки на более чем 20 литературных источников, датируемых более ранним периодом, чем «Гита-говинда». Образ Радхи является одним из наиболее неуловимых в санскритской литературе; она описывается только в отдельных текстах пракритской и санскритской поэзии, упоминается в нескольких надписях и ряде трудов по грамматике, поэзии и драме.
В Нимбарка-сампрадае, Радха и Кришна имеют равное значение, вместе выступая объектом поклонения. Труд основоположника традиции Нимбарки «Веданта-париджата-саурабха» считается одним из самых ранних комментариев на «Веданта-сутры». Позднее, другие ачарьи сампрадаи в XIII — XIV веках во Вриндаване составили бо́льшую часть литературы о божественной чете, или, как они её называли, Югала-Кишоре. Свами Шри Шрибхатта, старший духовный брат Джаядевы, подобно ему составил «Югала-шатаку», предназначенную для исполнения в музыкальном стиле дхрупада. В отличие от Джаядевы, который составил свою «Гита-Говинду» на санскрите, «Югала-шатака» Свами Шрибхатты была написана на региональном диалекте хинди брадж-бхаша, распространённом во Врадже. Остальные ачарьи этой традиции также писали на враджа-бхаше. По причине ограниченной распространённости этого диалекта, в настоящее время труды этих ачарий практически не исследуются, хотя они и были написаны за несколько веков до начала периода Шести Госвами Вриндавана. Редким исключением стала диссертация 2014 года В. Рамнараса.
Так или иначе, единственным объектом поклонения в Нимбарка-сампрадае является объединённая божественная чета Радха-Кришна. Согласно «Махавани», труду, составленному в XV веке Свами Харивьясой Девачарьей:
Я непрестанно прославляю Шримати Радху, которая есть никто иная, как Кришна, и Шри Кришну, кто есть не кто иной, как Радха. Их единение представлено камабиджей и они являются вечными обитателями Голока Вриндаваны.
Таким образом, философия и богословие культа Радха-Кришны взяли своё начало в Нимбарка-сампрадае, которая сделала огромный вклад в развитие традиции поклонения Радхе-Кришне в кришнаизме.

### Пуштимарга

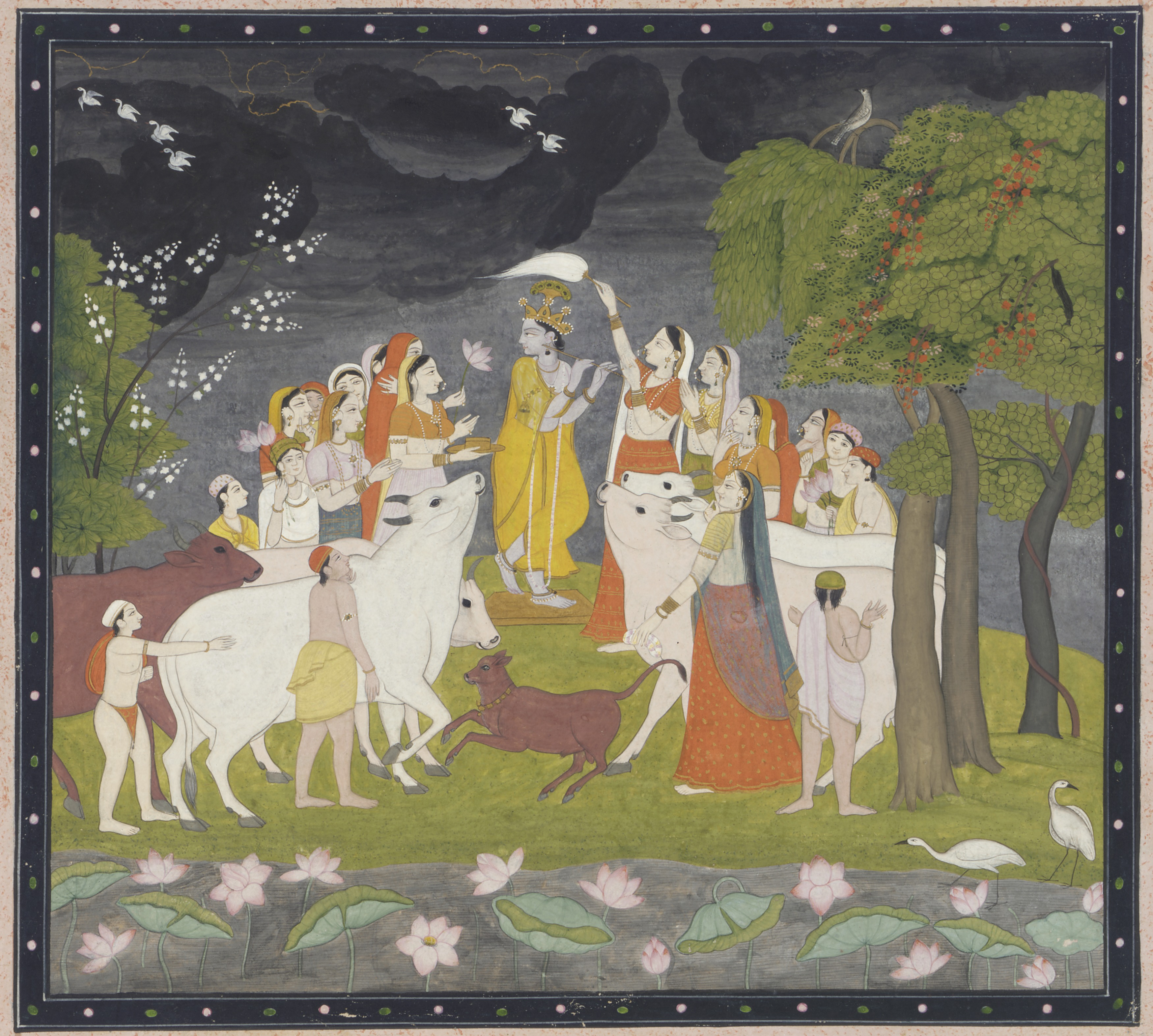
Кришна с гопи — картина из Смитсоновского института

Валлабха, основатель традиции пуштимарга, ещё до Чайтаньи установил поклонение Радхе. Последователи этой традиции отождествляют себя с девушками-подружками и служанками (манджари) Радхи в духовном мире, которые имеют привилегию устраивать интимные любовные лилы Радхи-Кришны.
В произведениях одного из выдающихся поэтов этой традиции, Дхрувадасы, уделено особое внимание интимным лилам Радхи-Кришны. В его поэме «Чаураси-пада», а также в комментариях его последователей, всячески превозносится духовное благо, получаемое от постоянной медитации на вечные лилы Радхи-Кришны.
В валлабха-сампрадае, также как и в других традициях вайшнавизма, принимается первостепенное богословское значение «Шримад-Бхагаватам», но игнорируются некоторые лилы, не относящиеся к категории взаимоотношений Радхи, Кришны и гопи. При этом делается упор на аспект сладости, или расы, этих взаимоотношений.

### Вайшнавская сахаджия
С XV века в Бенгалии и Ассаме процветает тантрическая традиция вайшнавской сахаджии, во многом основанная на поэзии Чандидаса, где Кришна понимается в качестве внутреннего божественного начала мужчины, а Радха, соответственно, женщины.
Чандидас, предположительно в 1415 году, написал «Шри Кришна киртан», собрание замечательных песен, прославляющих Радху и Кришну. Данный текст рассматривается как одно из наиболее важных свидетельств раннего отображения популярной истории «любви Господа Кришны к девушке-пастушке Радхе» в бенгальской литературе и религии. 412 песен «Шри Кришна киртана» поделены на 13 разделов. В них представлены различные вариации историй Радхи-Кришны,
обеспечивающие отличный материал для сравнительных исследований. Из манускрипта становится ясно, что песни должны были воспеваться или декламироваться под определённые раги. В научных кругах существуют определённые дебаты относительно происхождения этого текста, имеющего огромное религиозное значение.

### Гаудия-вайшнавизм
Гаудия-вайшнавизм является одним из течений древней индуистской традиции кришнаизма. «Гаудия» происходит от исторического названия провинции в Восточной Индии — «Гаудадеша», которая располагалась на территории современных Западной Бенгалии и части Бангладеш. В ранней бенгальской литературе можно проследить эволюцию понимания Радхи и Кришны.
«Колоссальное значение культ Кришны и Радхи приобрёл в экстатическом бхакти Чайтаньи». Метафизическое положение Радхи и поклонение ей в традиции Чайтаньи было установлено Кришнадасом Кавираджей в его «Чайтанья-чаритамрите». Изложенная им доктрина преобладала среди последователей Чайтаньи во Вриндаване после ухода последнего в 1534 году. Согласно гаудия-вайшнавскому богословию, Кришна, желая испытать всю глубину любви, которую Радха испытывает к нему, явился на земле как Чайтанья Махапрабху — Кришна в умонастроении Радхи. Основным занятием Радхи как Чайтаньи было воспевание имён своего возлюбленного Кришны.
Один из самопроявленных (нерукотворных) мурти Кришны, Радха-Рамана, был установлен Гопала Бхаттой Госвами. Радха-Рамана почитается не просто как Кришна, а как Радха-Кришна. Регулярное поклонение Радха-Раману в храме, расположенном во Вриндаване, продолжается и по сей день, и состоит из ежедневно совершаемых ритуалов, целью которых является получение возможности непосредственного общения с Радхой и Кришной.

### Радхаваллабха-сампрадая
Радха-ориентированная Радхаваллабха-сампрадая, основанная Хит Хариваншем Госвами в XVI столетии, занимает особое место среди прочих традиций. В соответствии с её теологией Радха является верховным божеством, а Кришна находится в подчинённом ей положении.

### Манипурский вайшнавизм
Вайшнавы Манипура поклоняются Радхе-Кришне. Царь Гариб Ниваз, правивший Манипуром в период с 1709 по 1748 год, получил инициацию в гаудия-вайшнавизм, где Кришне поклоняются как верховной ипостаси Бога сваям-бхагавану. Он практиковал вайшнавизм в течение 20 лет до самой своей смерти. С тех пор Ассам стало посещать множество гаудия-вайшнавских проповедников и паломников.
Постепенно, с распространением гаудия-вайшнавизма, поклонение Радха-Кришне стало преобладающей религиозной практикой региона. Практически в каждой деревне был открыт вайшнавский храм. Танец раса и другие лилы являются отличительной чертой регионального фольклора, например, в одном из традиционных театральных представлений, одна и та же танцовщица изображает как Кришну, так и Радху.

### Сваминараяна-сампрадая
Поклонение Радхе-Кришне занимает особое место в Сваминарана-сампрадае. Сам основоположник традиции Сахаджананда Свами, известный также как Бхагаван Сваминараяна, упоминает Радха-Кришну в своём труде «Шикша-патри». Он также инициировал строительство ряда храмов, в которых основными мурти были Радха-Кришна. Сваминараяна «объяснял, что Кришна является во многих формах. Когда он находится вместе с Радхой, он почитается как Верховный Господь под именем Радха-Кришна; когда он с Рукмини, он известен как Лакшми-Нараяна». В первом храме традиции Сваминараяна, построенном в Ахмадабаде в 1822 году, на центральном алтаре были установлены мурти Нара-Нараяны, а также Кришны и Арджуны. По левую сторону от главного алтаря были установлены мурти Радхи-Кришны. Согласно богословию этой индуистской традиции, у Кришны есть множество женских спутников, гопи, и из всех гопи Радха считается самой главной и самой возвышенной преданной Кришны. Те, кто хотят приблизиться к Кришне, должны культивировать в себе духовные качества Радхи. В богословии традиции Сваминараяна, Голока рассматривается как самая высшая обитель духовного мира. В некоторых из храмов движения, как, например, в Шри Сваминараян Мандире в Мумбаи, установлены мурти Шри Голокавихари и Радхикаджи — Кришна в своей форме наслаждающегося общением с гопи. Взаимоотношения Кришны с гопи символизируют отношения между Богом и его преданными.

### В других религиях
По мнению некоторых учёных, золотой век в культурно-религиозном развитии Индии наступил с синкретизацией индуистской и мусульманской культуры и религии, произошедшей в результате покровительства некоторыми мусульманскими правителями изучения санскрита и переводов с санскрита на персидский язык. Некоторые мусульманские поэты этого периода создали произведения на темы Радхи и Кришны.

## Храмы

### В Индии
Вриндаван и Матхура считаются основными центрами поклонения Радхе-Кришне. Наиболее важные храмы Вриндавана, в которых поклоняются мурти Радха-Кришны, это Мадана-мохана, Говиндадева, Радха-Рамана, Радха-Гокулананда, Радха-Дамодара, Банке-бихари, Радха-валлабха, Югала-кишора, Радха-Гопинатха, Радха-Шьямасундара и Кришна-Баларама.

### За пределами Индии
Существует несколько традиций, которые распространили поклонение Радхе-Кришне во многих странах мира. Наибольшего успеха добился основатель Международного общества сознания Кришны Бхактиведанта Свами Прабхупада, открывший при своей жизни более 100 центров и храмов на 5-ти континентах и установивший программу обучения поклонения Радхе-Кришне для западных адептов.